# Émile Bodart
Émile Bodart (Roux, 8 d'abril de 1942) va ser un ciclista belga que fou professional entre 1965 i 1975. Durant la seva carrera professional aconseguí 11 victòries.

## Palmarès
- 1966
  - 1r a Buggenhout-Opstal
- 1967
  - 1r a Melle
  - 1r a Sirault
- 1968
  - 1r a la Bordeus-París
  - 1r a Herne-Kokejane
  - 1r a Stekene
  - 1r a Tienen
- 1971
  - 1r a Watneys - Avia
  - 1r a la Ronse-Tournai-Ronse
- 1973
  - 1r a Lessines
- 1974
  - 1r a Tisselt

### Resultats al Tour de França
- 1973. Abandona (9a etapa)